# Chazz Surratt
Chazz Surratt (geboren am 16. Februar 1997 in Denver, North Carolina) ist ein US-amerikanischer American-Football-Spieler auf der Position des Linebackers. Er spielte College Football für die University of North Carolina at Chapel Hill. Im NFL Draft 2021 wurde Surratt in der dritten Runde von den Minnesota Vikings ausgewählt. Seit 2022 steht er bei den New York Jets unter Vertrag.

## College
Surratt besuchte die East Lincoln High School in seiner Heimatstadt Denver, North Carolina. Dort spielte er Football, zusammen mit seinem jüngeren Bruder Sage Surratt. Vor der Highschool spielten beide auch Schach. Sage spielte Football als Wide Receiver, ging später auf die Wake Forest University und wurde nach dem Draft 2021 von den Detroit Lions als Undrafted Free Agent unter Vertrag genommen.
Chazz Surratt spielte als Quarterback und stellte an seiner Highschool mehrere Rekorde auf. Ab 2016 ging er auf die University of North Carolina at Chapel Hill, um College Football für die North Carolina Tar Heels zu spielen. Nach einem Redshirt-Jahr kam er 2017 in neun Spielen zum Einsatz, davon siebenmal als Starter. Dabei erzielte er 1342 Yards Raumgewinn und warf acht Touchdownpässe. Wegen eines Verstoßes gegen die NCAA-Bestimmungen wurde Surratt für die ersten vier Spiele der Saison 2018 gesperrt. Ebenso wie zwölf seiner Mitspieler erhielte er eine Sperre wegen Beteiligung am Verkauf von der Universität ausgestellter Schuhe. Ursprünglich sollte Surratt mit Nathan Elliott um die Position des Starting-Quarterbacks konkurrieren. Nach Ablauf seiner Sperre bestritt Surratt am 27. September 2018 gegen Miami sein letztes Spiel als Passgeber. Dabei unterliefen ihm bei zehn Passversuchen drei Interceptions, darüber hinaus verletzte er sich am rechten Handgelenk. Wegen seiner Verletzung verpasste er den Rest der Saison.
Daraufhin wechselte Surratt in der Vorbereitung auf die Saison 2019 auf die Position des Linebackers. Auf dieser Position war er von Beginn an Stammspieler. Gegen die Duke Blue Devils gelang ihm eine siegbringende Interception. Surratt wurde 2019, ebenso im Jahr darauf, in das All-Star-Team der Atlantic Coast Conference (ACC) gewählt. In der Saison 2020 war er zudem Teamkapitän und wurde als Defensive MVP seines Teams ausgezeichnet.

## NFL
Surratt wurde im NFL Draft 2021 in der dritten Runde an 78. Stelle von den Minnesota Vikings ausgewählt. Er wurde als Rookie ausschließlich in den Special Teams eingesetzt. Vor Beginn der Saison 2022 wurde er von den Vikings entlassen, woraufhin er sich dem Practice Squad der New York Jets anschloss. Er kam 2022 in einem Spiel für die Jets zum Einsatz und unterschrieb im Januar 2023 einen Vertrag für die Saison 2023 bei den Jets.